# گل‌عنکبوتی خاکستری
گل‌عنکبوتی خاکستری (نام علمی: Grevillea bracteosa) نام یک گونه از سرده گل‌عنکبوتی است.